# Kościół Ewangelicko-Luterański w Republice Kirgiskiej
Kościół Ewangelicko-Luterański w Republice Kirgiskiej (ros. Евангелическо-Лютеранская Церковь в Киргизской Республике) – Kościół luterański w Kirgistanie, członek Unii Kościołów Ewangelicko-Luterańskich w Rosji i Innych Państwach. 

## Historia
Najstarsze udokumentowane wzmianki na temat obecności ewangelików na terenie dzisiejszego Kirgistanu pochodzą z 1906 i dotyczą zboru powstałego w Ananiewie nad Issyk-kul. 
Po rewolucji październikowej rozpoczęto akcję rozkułaczania, w wyniku której z okolic Saratowa do Kirgiskiej ASRR deportowano kułaków, wśród których znalazła się też luterańska ludność pochodzenia niemieckiego.
Od lat 30. XX wieku w ZSRR rozpoczęły się również przymusowe przesiedlenia ludności narodowości niemieckiej. Po 1956 w dalszym ciągu osobom tym nie pozwolono na powrót w poprzednie miejsce zamieszkania, jednak poza tym mogli oni zamieszkać w dowolnym miejscu Związku Radzieckiego. W efekcie część przesiedlonych na Syberię przeniosła się do Kirgiskiej SRR. Do oficjalnego powstania pierwszych ewangelickich parafii na terenie republiki oraz otwarcia domów modlitwy doszło w latach 1968-1969. W 1980 w Kirgiskiej SRR zamieszkiwało około 100 000 Niemców, a liczba tamtejszych wspólnot ewangelickich odniosła szczyt liczebności - działało około 50 zborów zbierających się w swoich domach modlitwy.
Od czasu upadku Związku Radzieckiego kirgiskie zbory początkowo utworzyły osobną diecezję Ewangelicko-Luterańskiego Kościoła w Rosji i Innych Krajach, przekształconą następnie w jego kościół regionalny.
W latach 90. XX wieku nastąpił znaczny spadek liczby wiernych związany z emigracją Niemców. W 1997 pozostało jedynie około 38 000 osób niemieckiego pochodzenia. W niewielkim stopniu spadek ten został skompensowany przez wzrost liczby ludności rosyjskojęzycznej. 
Niezależny Kościół Ewangelicko-Luterański w Republice Kirgiskiej został zarejestrowany w 2001. W późniejszych latach nastąpiły kolejne wyjazdy Niemców, na skutek czego w wyniku zmian struktury narodowościowej wiernych kościoła, w którym pozostało niewielu członków o korzeniach niemieckich, w latach dwutysięcznych zdecydowano o oficjalnej zmianie języka sprawowania czynności kościelnych z niemieckiego na rosyjski, przede wszystkim ze względu na rosyjskojęzyczność młodzieży. Dalszy spadek liczby wiernych kościoła spowodowany został wyjazdami Rosjan.

## Struktura
W 2017 kościół zrzeszał około 1000 wiernych skupionych 16 zborach, obsługiwanych przez 6 księży oraz 6 kaznodziejów. W większości były to wspólnoty rosyjskojęzyczne, w dwóch z nich używany był język niemiecki. W kilku zborach niektóre pieśni śpiewane były po niemiecku lub kirgisku. Dwie niewielkie wspólnoty prowadziły nabożeństwa w języku kirgiskim.
Biskupem Kościoła jest Alfred Eichholz.

## Współpraca z innymi kościołami
W 1997 podpisana została umowa partnerska z niemieckim Ewangelickim Kościołem Krajowym Kurhessen-Waldeck. Kirgiscy luteranie współpracują również z przedstawicielami miejscowych wyznań ewangelikalnych i adwentystycznych.